# ROYGBIV

Bảy màu tiêu chuẩn của biểu tượng cầu vồng

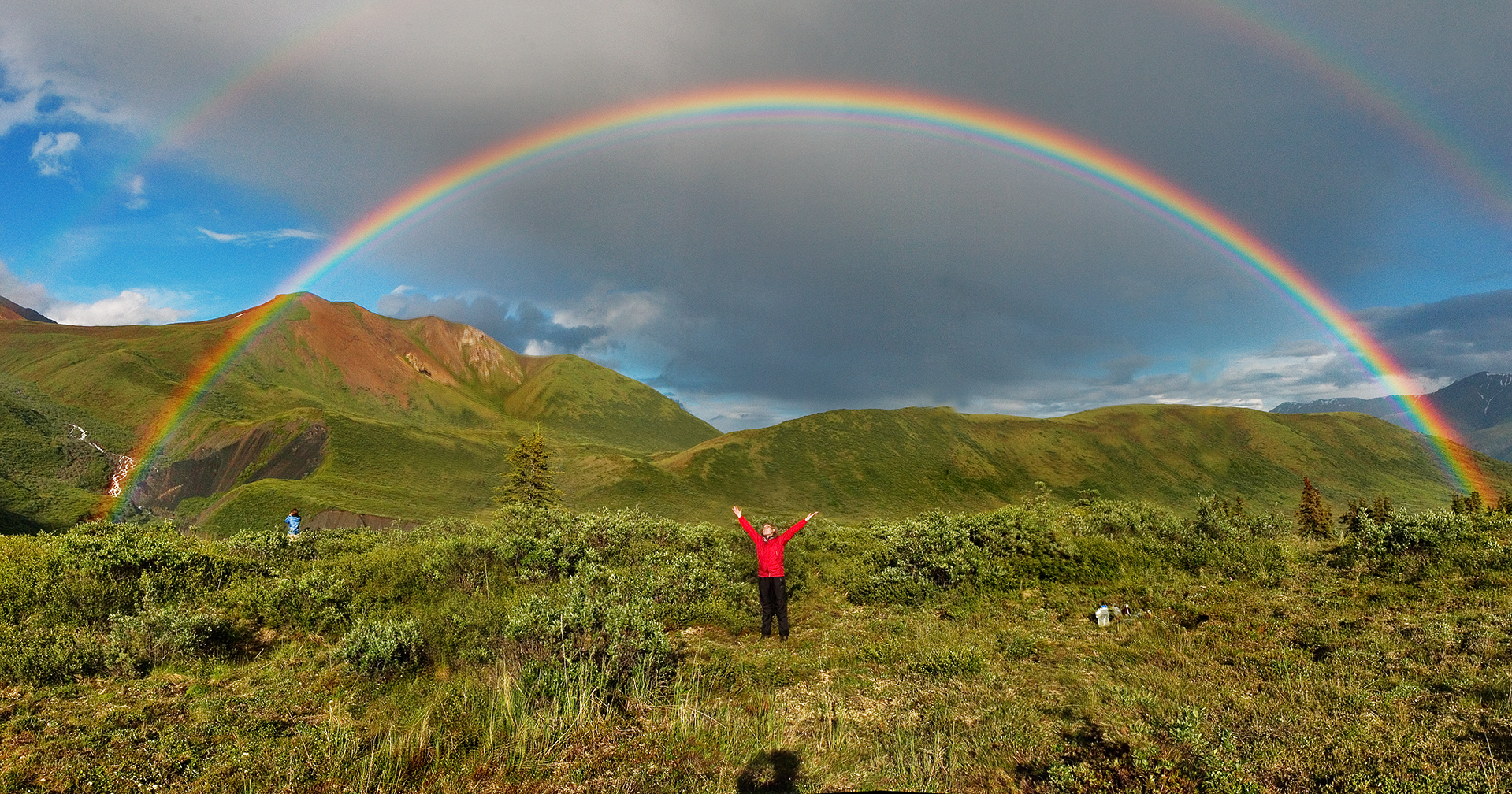
Cầu vồng trong tự nhiên biểu diễn một thể liên tục của màu sắc.

ROYGBIV hay Roy G. Biv là một từ viết tắt tiếng Anh cho dãy màu sắc thường được mô tả là tạo nên hiện tượng cầu vồng: red (đỏ), orange (cam), yellow (vàng), green (lục), blue (lam), indigo (chàm) và violet (tím).